# Tana (rijeka u Keniji)
Tana je najduža rijeka u Keniji.
Rijeke izvire u planinama Aberdare, zapadno od grada Nyeri, te se nakon 1000km ulijeva u indijski ocean širokom deltom koja počinje 30 km uzvodno.
Na rijeci je 1968. izgrađena brana Kindaruma za potrebe hidoelektrane. Nakndano su izgrađene brane Kamburu (1975), Gitaru (1978), Masinga (1981) i Kiambere (1988). Ukupno električna energija dobivena iz hidroelektrana izgrađenih na rijeci zadovoljava gotovo dvije trećine potreba Kenije. Voda iz rijeke koristi se i za navodnjavanje poljoprivrednih površina.
Godišnji protok je prosječno prekom 5,000 milijuna kubičnih metara uz značajne varijacije tijekom godine, što se odnosi na dvije sezone obilnih kiša godišnje.
Rijeka protječe kroz gradove Garissa, Hola i Garsen.